# Badis Djendouci
Badis Djendouci (en arabe : باديس جندوسي), né le 8 janvier 1988, est un nageur algérien. Il est le frère jumeau de Riyad Djendouci.

## Carrière
Badis Djendouci est médaillé d'or du 4 x 100 mètres nage libre aux Championnats d'Afrique de natation 2006 à Dakar. 
Il remporte aux Jeux panarabes de 2007 au Caire la médaille d'or des relais 4 x 100 mètres nage libre et 4 x 200 mètres nage libre ainsi que la médaille d'argent sur 200 mètres nage libre.
Aux Championnats d'Afrique de natation 2010 à Casablanca, il est médaillé d'argent du relais 4 x 100 mètres nage libre et médaillé de bronze du relais 4 x 200 mètres nage libre. 
Il remporte ensuite aux Jeux africains de 2011 à Maputo la médaille d'argent des relais 4 x 100 mètres quatre nages et 4 x 200 mètres nage libre ainsi que la médaille d'argent sur 200 mètres nage libre.
Il dispute les Jeux de la solidarité islamique de 2013 à Palembang, où il remporte notamment avec son frère jumeau Riyad Djendouci la médaille d'argent du 4 x 100 mètres nage libre.
Aux Jeux africains de 2015 à Brazzaville, Badis Djendouci est médaillé de bronze des relais 4 x 100 mètres nage libre messieurs et 4 x 100 mètres nage libre mixte.
Il est triple médaillé d'argent aux Championnats arabes de natation 2016 à Dubaï, sur les relais 4 x 100 mètres nage libre, 4 x 100 mètres quatre nages et 4 x 100 mètres nage libre mixte.